# 藍光嘉寶服務
藍光嘉寶服務（前港交所上市編號：2606；新三板除牌前：834962，简称：嘉寶股份）），原是藍光發展旗下從事物業管理服務的公司，主要業務為在中國大陸提供物業管理服務。
2015年12月17日，藍光嘉寶服務的前身嘉寶股份在新三板上巿。2018年7月，嘉寶股份從新三板摘牌。

2016至2018年，以嘉寶股份先後收購國嘉物業、杭州綠宇、上海真賢部分股權、成都東景、瀘州天立部分股權及成都全程。
2019年10月，藍光嘉寶服務在香港進行公開招股，招股價介乎30.6元至39元港元，最多集資16.7億港元。
2020年11月，藍光嘉寶服務以1.6億元人民幣收購上海上置物業60%股權。
2021年3月，碧桂園服務收購藍光嘉寶服務71.17%股權。
2021年8月20日，藍光嘉寶服務從香港交易所除牌。

## 外部連結
- 藍光嘉寶服務 （页面存档备份，存于）